# Hans Scholten (Naturschützer)
Hans Scholten (* 7. April 1935 in Dinslaken; † 4. Dezember 2019 in Wesel) war ein deutscher Naturschützer. Er war von 1978 bis 1988 Landesvorsitzender des Deutschen Bundes für Vogelschutz in Nordrhein-Westfalen und von 1984 bis 1988 zugleich Präsident des Bundesverbandes.

## Leben
Scholten promovierte 1966 im Fachbereich Rechtswissenschaft der Universität Köln mit der Dissertation Die richterliche Nachprüfung wirtschaftlicher Unternehmermaßnahmen im Kündigungsprozeß zum Dr. jur. Er arbeitete als Verwaltungsjurist.
Scholten baute die Kreisgruppe des damaligen Deutschen Bund für Vogelschutz an seinem Wohnort Wesel zur mitgliederstärksten Kreisgruppe eines Naturschutzverbands auf.  Er wurde 1978 Präsident des NABU-Landesverbandes und ab 1984 bis 1988 Präsident des DBV-Bundesverbandes. Er war Nachfolger des DBV-Reform Präsidenten Berndt Heydemann, der nach nur sechs Monaten im Amt seine Präsidentschaft wieder nieder legte, um Umweltminister in Schleswig-Holstein zu werden. In die Amtszeit Scholtens fallen die Umsetzung und Erweiterung der Umweltverträglichkeitsprüfung, die Naturschutzgesetzgebung und die Europapolitik. Scholten setzte einige Vorstellungen seines Vorgängers um, wie die Umbenennung der Zeitschrift des DBV bereits Anfang 1985 in "Naturschutz heute". 1984 wurde unter Scholten der Untertitel "Deutscher Naturschutzverband" beim DBV eingeführt.
Nach Diskussionen vor allem um das Selbstverständnis des Präsidiums und um die Stellung des DBV innerhalb der Verbandsszene wurde bei den Präsidiumswahlen 1988 Hans Scholten durch den bisherigen Vizepräsident Klaus Dürkop ersetzt. Scholten und der spätere Präsident Jochen Flasbarth kommen beide aus der DBV-Kreisgruppe Wesel. Flasbarth war dort Jugendsprecher und wurde von 1992 bis 2003 ebenfalls Präsident des NABU-Bundesverbandes. 
Scholten lebte in Wesel.

## Werke
- Die Leute von Heseloh. Geschichten., Wesel, Kranich-Verlag Band 1, ISBN 3-930952-03-3.
- Die Leute von Heseloh, Band 2, Wesel, Kranich-Verlag, Mendocino, 2002, ISBN 3-9808172-0-2.
- Kutsche, König und Kaiser, Frankfurt, M., Ed. Fischer, 2011
- Federwolken im Wind, Wesel, Kranich-Verl., 1998
- Fluten wehen durch die Seele, Wesel, Kranich-Verl., 1996
- Freund Storch Langbein, Wesel, Kranich-Verl., 1995